# Thomas Keneally

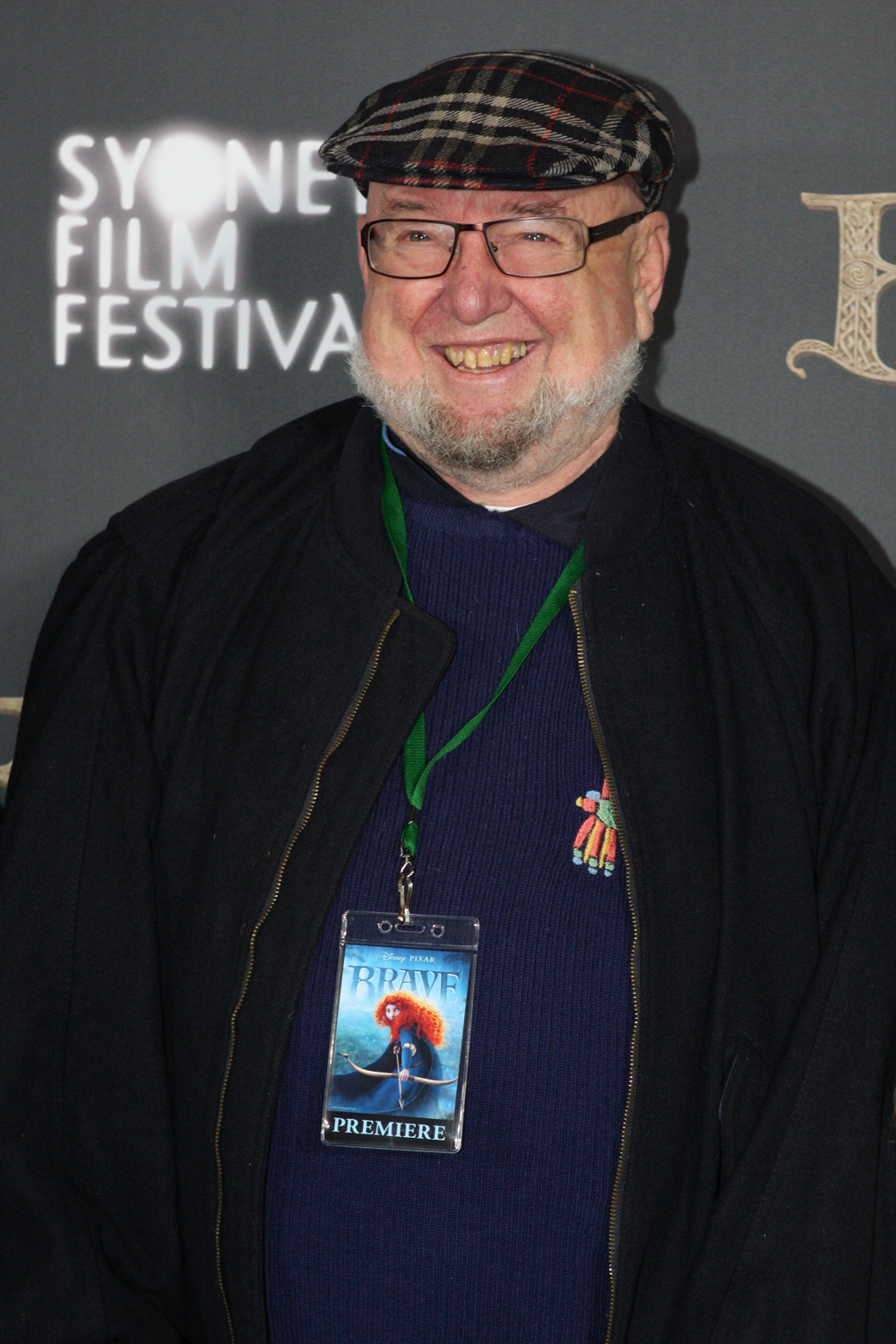
Thomas Keneally (2012)

Thomas Michael Keneally AO (* 7. Oktober 1935 in Sydney, New South Wales; auch Tom Keneally) ist ein australischer Schriftsteller. Sein bekanntestes Werk ist Schindlers Liste (Schindler’s Ark) aus dem Jahr 1982, die literarische Grundlage für den Film Schindlers Liste, für das er den Booker Prize bekam.

## Leben und Werk
Keneally begann das katholische Priesterseminar, verließ diesen Weg aber vor seiner Ordination. Anschließend arbeitete er in Sydney als Lehrer und von 1968 bis 1970 als Dozent an der University of New England. Neben seinen erfolgreichen Romanen verfasste Keneally außerdem Drehbücher und Sachbücher.
Er spielte in einigen Filmen mit, unter anderem eine kleine Rolle in The Chant of Jimmy Blacksmith nach seinem eigenen Roman, sowie in The Devil’s Playground von Fred Schepisi.
Keneally ist ein Befürworter der Australischen Republik und befürwortet damit den Bruch sämtlicher Verbindungen zur britischen Monarchie. 1993 veröffentlichte er mit Our Republic ein Buch zu diesem Thema, außerdem zahlreiche Essays, die auf der Website des Australian Republican Movement erschienen.
1983 wurde Keneally aufgrund seiner Verdienste um die Literatur zum Officer im Order of Australia ernannt. Die American Academy of Arts and Sciences wählte ihn 1993 zu ihrem Mitglied.

## Werke

### Romane
- The Place at Whitton (1964)
- The Fear (1965, umgeschrieben 1989 als By the Line)
- Bring Larks and Heroes (1967)
- Three Cheers for the Paraclete (1968)
- The Survivor (1969)
- A Dutiful Daughter (1971)
- The Chant of Jimmie Blacksmith (1972)
  - Australische Ballade, dt. von Ingrid und Rainer Rönsch; Verlag Volk und Welt, Berlin 1977.
- Blood Red, Sister Rose (1974)
- Gossip from the Forest (1975)
- Season in Purgatory (1976)
  - Am Rande der Hölle, dt. von Kurt Heinrich Hansen; Deutsche Verlagsanstalt, Stuttgart 1978. ISBN 3-421-01850-2
- Ned Kelly and the City of the Bees (Kinderbuch, 1978)
- A Victim of the Aurora (Detektivroman, 1978)
- Passenger (1979)
- Confederates (1979)
- The Cut-Rate Kingdom (1980)
- Schindler's Ark (1982)
  - Schindlers Liste
- A Family Madness (1985)
- The Playmaker (1987)
- Act of Grace (1985, unter dem Pseudonym William Coyle, US-Titel: Firestorm)
- By the Line (1989)
- Towards Asmara (1989, auch veröffentlicht als To Asmara)
- Flying Hero Class (1991)
- Chief of Staff (1991, unter dem Pseudonym William Coyle)
- Woman of the Inner Sea (1993)
- Jacko (1993)
- A River Town (1995)
  - Eine Stadt am Fluss, dt. von Sylveline Schönwald; Berlin-Verlag, Berlin 1995. ISBN 3-8270-0090-4
- Bettany's Book (2000)
- An Angel in Australia (2000, auch als Office of Innocence)
- The Tyrant's Novel (2003)
- The Widow and Her Hero (2007)
- The People's Train (2009)
- The Daughters of Mars (2012), nominiert für den Walter Scott Prize
- Shame and the Captives (2014)
- The Dickens Boy. Atria, New York 2022, ISBN 978-1-9821-6914-5.

### Sachbücher
- Moses the Law-Giver (1975)
- Outback (1983)
- Australia: Beyond the Dreamtime (1987)
- The Place Where Souls are Born: A Journey to the Southwest (1992)
- Now and in Time to Be: Ireland and the Irish (1992)
- Memoirs from a Young Republic (1993)
- The Utility Player: The Des Hasler Story (1993)
- Our Republic (1995)
- Homebush Boy: A Memoir (1995, Autobiografie)
- The Great Shame (1998)
- American Scoundrel: The Life of the Notorious Civil War General Dan Sickles (2002, Biografie von Daniel Sickles)
- Lincoln (2003, Biografie von Abraham Lincoln)
- A Commonwealth of Thieves: The Improbable Birth of Australia (2005)
- Searching for Schindler: A Memoir (2007)
- Australians: Origins to Eureka (2009)
- Three Famines: Starvation and Politics (2011)
- Australians: Eureka to the Diggers (2011)

### Bühnenstücke
- Halloran's Little Boat (1968)
- Childermas (1968)
- An Awful Rose (1972)
- Bullie's House (1981)

## Verfilmungen
- 1978: Die Ballade von Jimmie Blacksmith (The Chant of Jimmie Blacksmith)
- 1993: Schindlers Liste